# Lewis and Clark (U-Boot)
Die USS Lewis and Clark (SSBN-644) war ein Atom-U-Boot der United States Navy der Lafayette-Klasse und gehörte der Unterklasse Benjamin Franklin an. Das Boot war ein so genanntes Ship Submersible Ballistic Nuclear, ein U-Boot speziell für den Abschuss von Interkontinentalraketen. Es wurde nach der Lewis-und-Clark-Expedition und deren Leitern Meriwether Lewis und William Clark benannt.

## Geschichte
SSBN-644 wurde am 1. November 1962 bei Newport News Shipbuilding in Auftrag gegeben und dort im Sommer 1963 auf Kiel gelegt. Nach knapp eineinhalb Jahren lief das Boot vom Stapel und wurde getauft, Ende 1965 wurde die Lewis and Clark schließlich in Dienst gestellt.
Im Sommer 1972 beendete das Boot die Konvertierung ihrer Raketenschächte, vorher konnte das Boot die UGM-27 Polaris abschießen, später dann die modernere UGM-73 Poseidon. Am 18. Dezember schoss die Lewis and Clark im Test erstmals eine Poseidon ab. 1981 schoss das Boot erst vier weitere Raketen ab und dockte dann in ihre ursprüngliche Bauwerft ein, um dort überholt zu werden.
1985 schoss das SSBN testweise weitere vier Poseidon ab, am 27. Juni 1992 wurde das Boot schließlich außer Dienst gestellt und bis 1996 in der Puget Sound Naval Shipyard im Rahmen des Ship-Submarine Recycling Program abgebrochen.
Der Turm und die Tiefenruder der Lewis and Clark blieben erhalten und sind heute im Patriots Point Naval and Maritime Museum in Charleston, South Carolina ausgestellt.